# Maintenon
Maintenon je město v jihozápadní části metropolitní oblasti Paříže ve Francii v departmentu Eure-et-Loir a regionu Centre-Val de Loire. Od centra Paříže je vzdálené 63,5 km.

## Geografie
Sousední obce: Saint-Martin-de-Nigelles, Villiers-le-Morhier, Pierres, Hanches, Chartainvilliers, Bouglainval, Saint-Piat, Mévoisins a Houx.
Územím obce protékají vodní toky: Eure, Voise, Marolle, Guéreau a kanál Ludvíka XIV..

## Památky
- zámek Maintenon
- akvadukt Maintenon ze 17. století

## Vývoj počtu obyvatel
Počet obyvatel